# Richard Antinucci
Richard Antinucci (Rome, 26 januari 1981) is een Amerikaans autocoureur. Voormalig Indianapolis 500-winnaar Eddie Cheever is zijn oom.
Antinucci nam tussen 1998 en 2000 achtereenvolgens deel aan het Italiaanse Formule Ford kampioenschap, de Britse Formule Renault Winter Series en de Eurocup Formule Renault 2.0. In 2002 en 2003 reed hij in het Britse Formule 3-kampioenschap en maakte de overstap in 2004 naar het Japanse Formule 3-kampioenschap. In 2005 reed hij enkele races in de Formule 3 Euroseries. Een jaar later won hij in deze raceklasse op het circuit de Catalunya en op de Bugatti omloop in Le Mans en werd vijfde in de eindstand van het kampioenschap.
In 2007 ging hij racen in de Verenigde Staten. Hij reed het Indy Lights kampioenschap voor het team van zijn oom en won de races op de Mid-Ohio Sports Car Course en de Infineon Raceway en eindigde vijftiende in de eindstand. Het volgende seizoen reed hij in dezelfde raceklasse, dit keer voor Sam Schmidt Motorsports. Hij won de races op het stratencircuit Saint Petersburg en op Watkins Glen en eindigde op de tweede plaats in de eindstand na Raphael Matos. In 2009 reed hij voor de eerste keer een race uit de IndyCar Series op het circuit van Watkins Glen voor 3G Racing, maar haalde de eindstreep niet en werd op de negentiende plaats geklasseerd. Hij reed dat jaar nog vier andere races, maar zonder noemenswaardige resultaten neer te zetten.